# Exocentrus microspinicollis
Exocentrus microspinicollis là một loài bọ cánh cứng trong họ Cerambycidae.